# Гельбер, Натан Михаэль
Натан Михаэль Гельбер (нем. Nathan Michael Gelber; 27 мая 1891, Лемберг, Австро-Венгрия (ныне Львов) — 24 сентября 1966, Иерусалим) — еврейский историк и общественный деятель, исследователь раннего сионизма и польского еврейства, сионистский функционер, историк евреев Галиции, редактор. Доктор наук. Один из основателей еврейской генеалогии.

## Биография
Потомок Гельберов из Замостья, известных сионистов из Галиции, участвовавших в создании Энциклопедии Иудаики, Энциклопедии Диаспоры, а также множества работ по еврейской истории Галиции, Польши, Австрии и Буковины. Воспитан в стрих религиозных правилах.
С юности активно участвовал в сионистском движении. Был одним из основателей сионистско-академических молодёжных организаций в Галиции и Вене.
Обучался в гимназии в г. Броды, затем философию Берлинском и Венском университетах. Получил докторскую степень в 1916.
Участвовал в Первой мировой войне в чине офицера австро-венгерской армии. В начале 1919 входил в группу советников венского представительства Еврейского национального совета Галичины, которое действовало при правительстве Западно-Украинской Народной Республики в Станиславе (ныне Ивано-Франковск).
С 1918 по 1921 — генеральный секретарь Восточногалицкой делегации Ваад Леуми в Вене, с 1921 по 1930 — секретарь сионистской организации в Австрии.
В 1927, 1929 и 1933 годах был генеральным секретарëм Всемирных сионистских конгрессов, с 1931 по 1940 год — представителем Керен А-Есод в странах Центральной Европы в Вене.
В 1934 переехал из Вены в Палестину. С 1940 по 1954 был деятелем общественной организаций сионистского направления, работал в штаб-квартире Керен А-Есод в Иерусалиме. Во время нападения на офис боевиков на Еврейское агентство в Иерусалиме, был ранен и в 1954 году ушëл на пенсию.
Автор трудов:
- «Евреи и польское восстание 1863» (на нём. языке, Вена-Лейпциг, 1923),
- «Процессуальные документы по еврейскому вопросу на Венском конгрессе 1920 года»
- «Два века: Очерки новой истории евреев» (Вена, 1924)
- «Предыстория сионизма - еврейского государственные проекты в 1695-1845 гг.» (Вена, 1927)
- «История евреев Станислава» (на иврите, Иерусалим, 1952),
- «Броды, 1584—1943» (на иврите, Иерусалим, 1955),
- «История сионистского движения в Галичине» (на иврите, т. 1-2. Иерусалим, 1958) и др.

Является составителем сборника статей по истории еврейской общины Львова (ч. 1, 1956).
Автор исторических очерков в энциклопедиях «Encyclopaedia Judaica» и «Jüdisches Lexikon», а также коллективных трудах по истории евреев городов Галичины — Стрый, Буск, Тернополь и др.
На основании документов и собственных воспоминаний написал труд о национальной автономии евреев в ЗУНР (издана на англ., посмертно).
В 1921-1931 гг. редактировал венскую утреннюю газету «Monatsschrift für Geschichte» и еженедельник «Die Stimme». Входил в редакции многих престижных журналов, таких как Ежемесячный журнал «Wissenschaft des Judentums und der Zeitschrift für Statistik und Demographie».
Умер в г. Иерусалиме.